# Бели Поток при Лембергу
Бели Поток при Лембергу (словен. Beli Potok pri Lembergu) је насељено место у општини Шмарје при Јелшах, Савињска регија, Словенија.

## Историја
До територијалне реорганизације у Словенији био је у саставу старе општине Шмарје при Јелшах.

## Становништво
У попису становништва из 2011. године, Бели Поток при Лембергу је имао 40 становника.
| Број становника према пописима | Број становника према пописима | Број становника према пописима |
| ------------------------------ | ------------------------------ | ------------------------------ |
| 1991                           | 2002                           | 2011                           |
| 44                             | 44                             | 40                             |

Напомена: До 1953. исказивано под именом Бели Поток.